# Nová Kubice
Nová Kubice (do roku 1948 Německá Kubice) je malá vesnice, část obce Česká Kubice v okrese Domažlice v Plzeňském kraji. Nachází se asi dva kilometry jihovýchodně od České Kubice. Nová Kubice leží v katastrálním území Starý Spálenec o výměře 4,6 km².

## Historie
První písemná zmínka o vesnici pochází z roku 1789.
Do roku 1948 se vesnice nazývala Německá Kubice.

## Obyvatelstvo
| Rok            | 1869 | 1880 | 1890 | 1900 | 1910 | 1921 | 1930 | 1950 | 1961 | 1970 | 1980 | 1991 | 2001 | 2011 | 2021 |
| -------------- | ---- | ---- | ---- | ---- | ---- | ---- | ---- | ---- | ---- | ---- | ---- | ---- | ---- | ---- | ---- |
| Počet obyvatel | 130  | 119  | 111  | 125  | 133  | 99   | 98   | 52   | 38   | 35   | 36   | 25   | 31   | 38   | 27   |
| Počet domů     | 15   | 16   | 17   | 15   | 16   | 16   | 18   | 19   | 19   | 8    | 7    | 11   | 11   | 12   | 15   |

## Obecní správa
Při sčítání lidu v letech 1850–1950 Nová Kubice byla osadou obce Spálenec v okrese Domažlice. Od roku 1960 je částí obce Česká Kubice v okrese Domažlice.

## Galerie

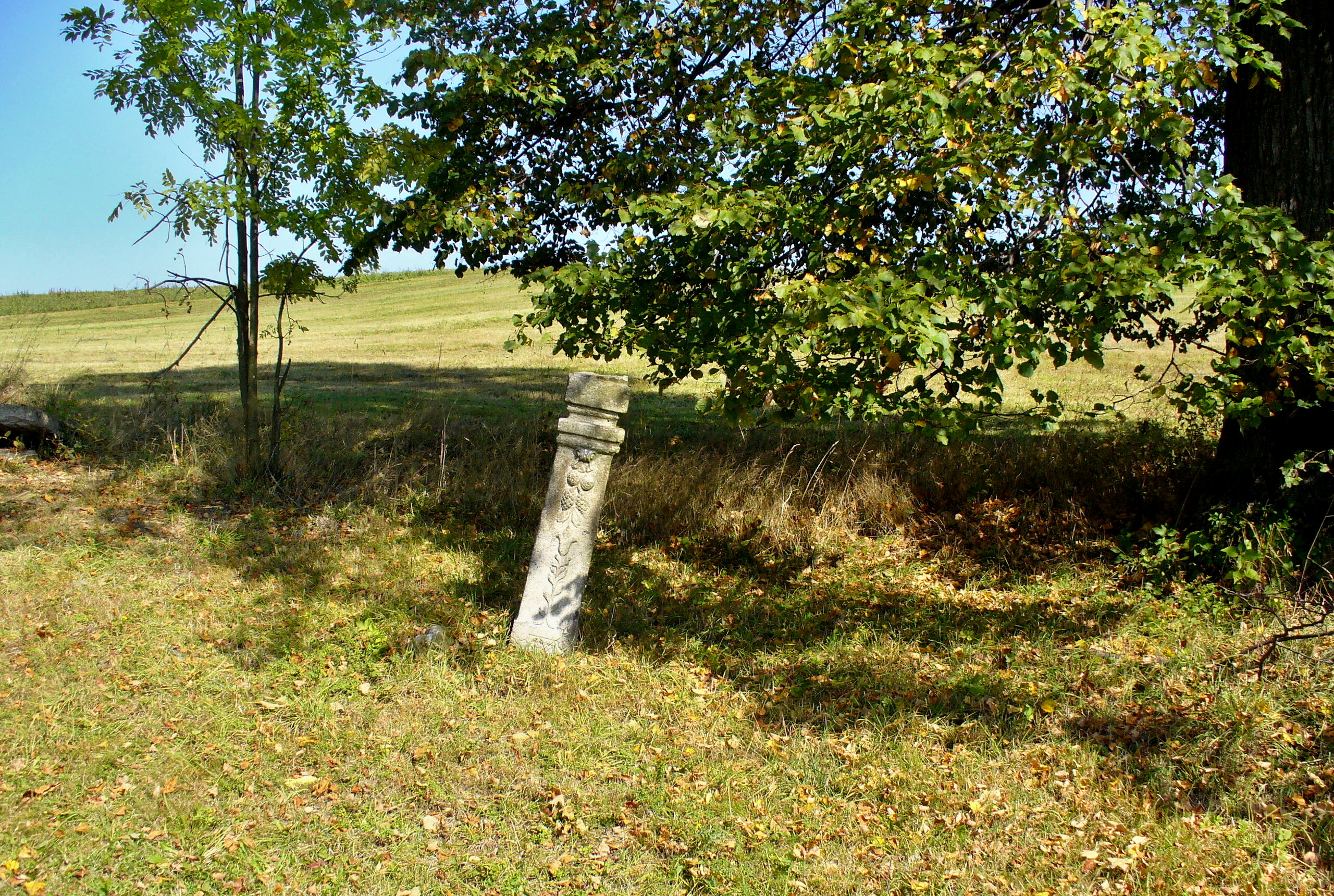
Torzo Božích muk
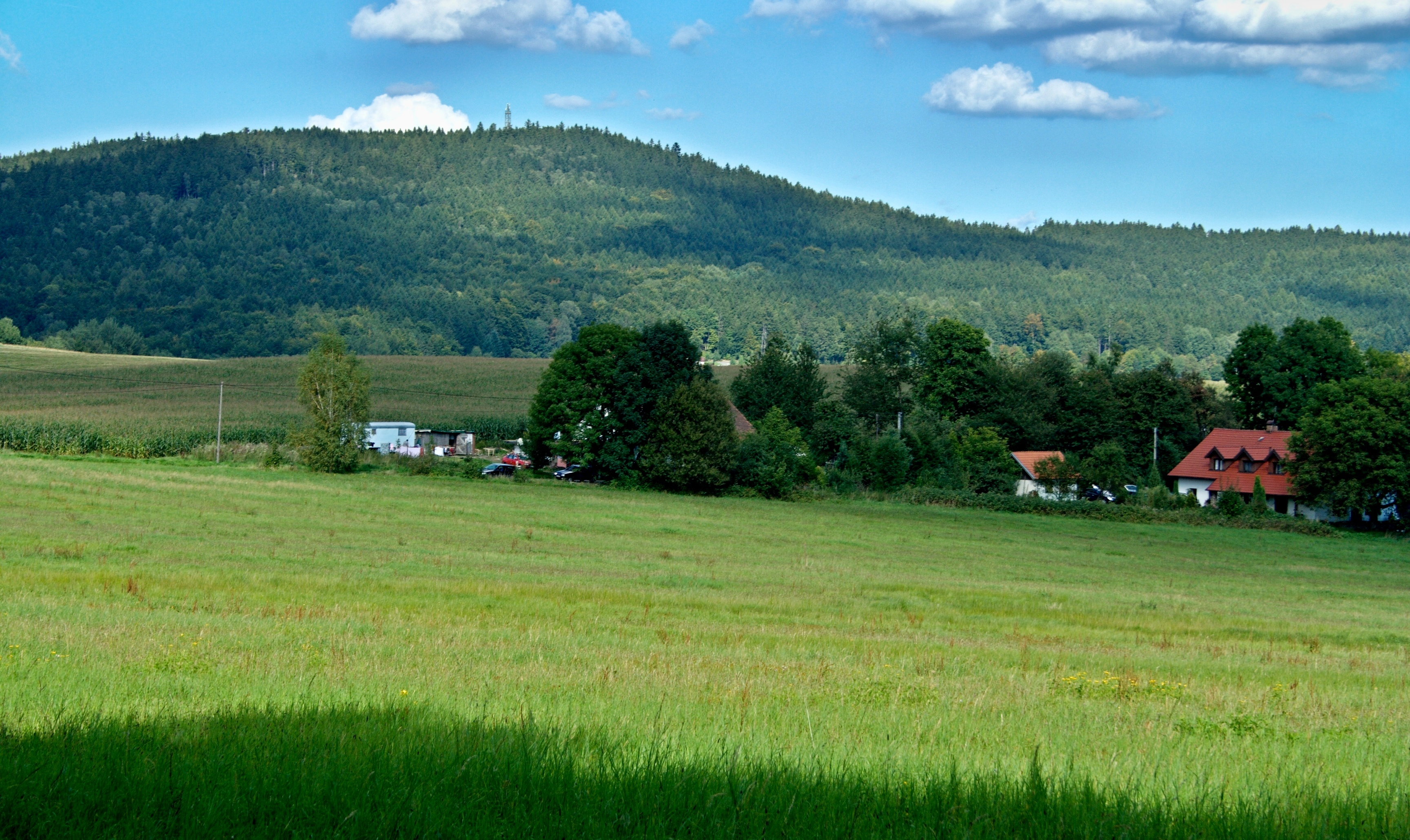
Nová Kubice: v pozadí Spálený vrch
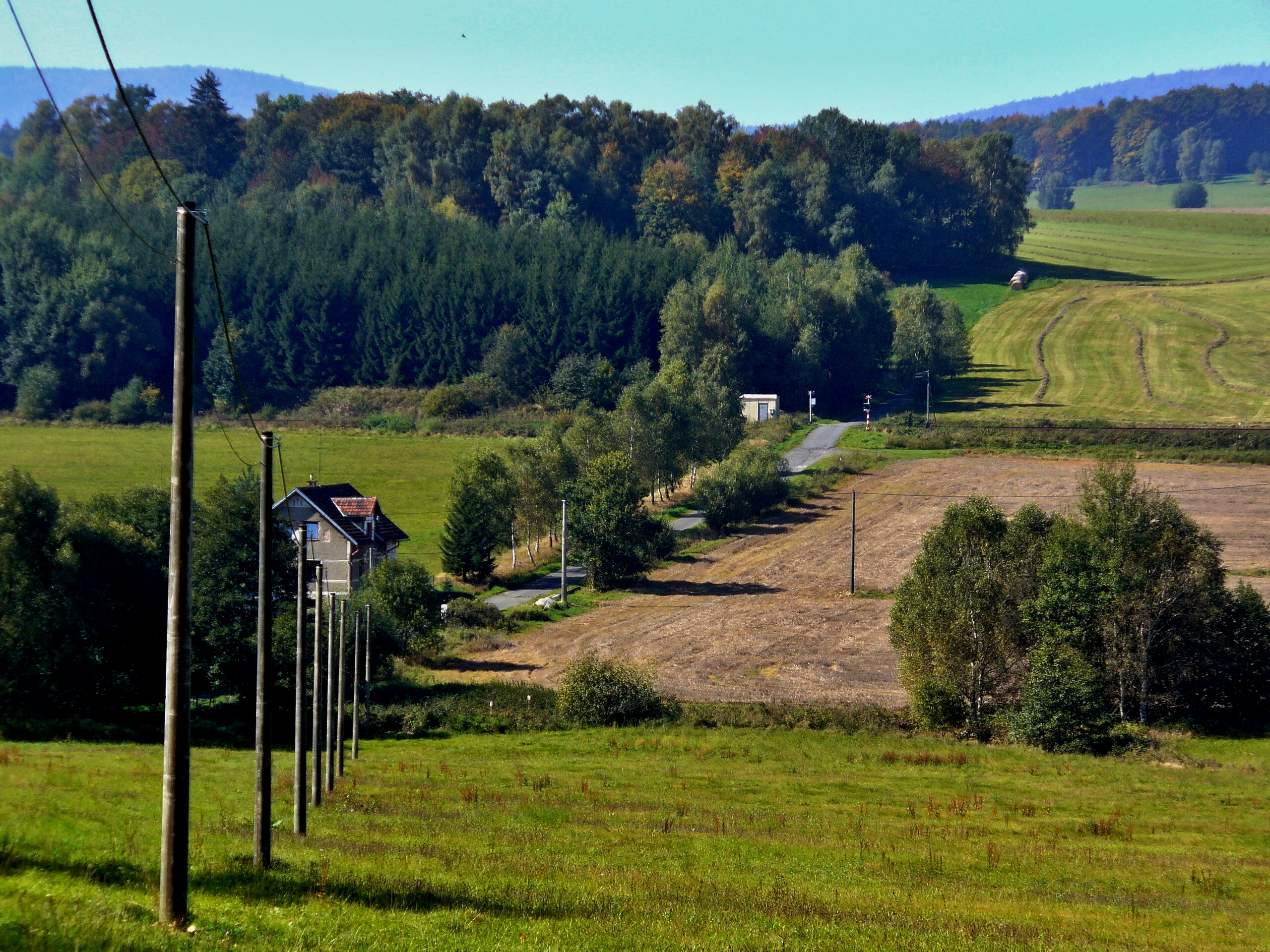
Cestou od Spálence k Nové Kubici, nalevo bývala „železná opona“
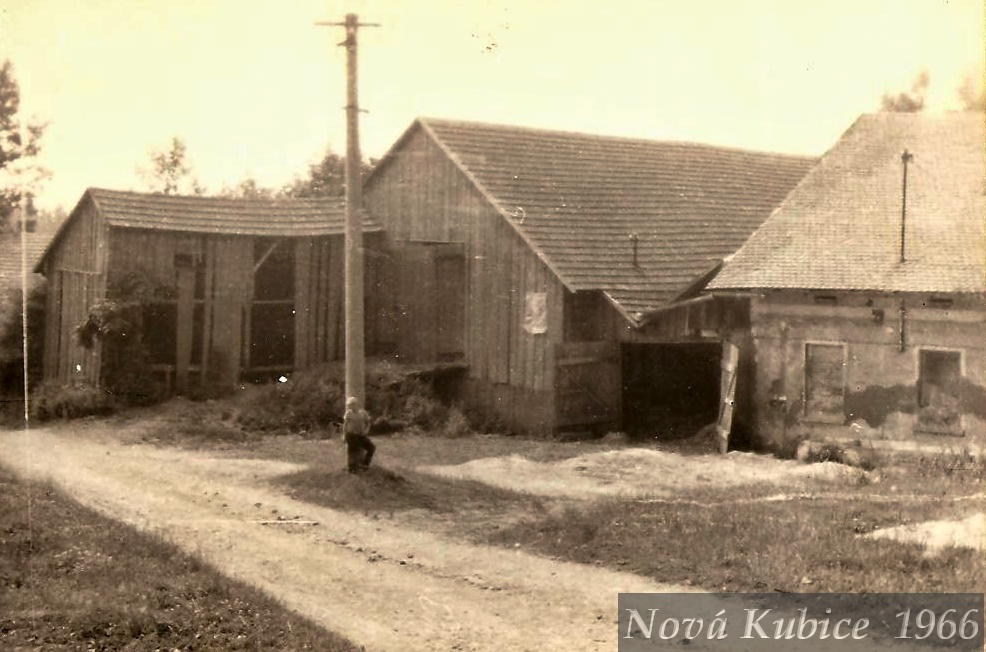
Kravín a stodola novokubické usedlosti v roce 1966
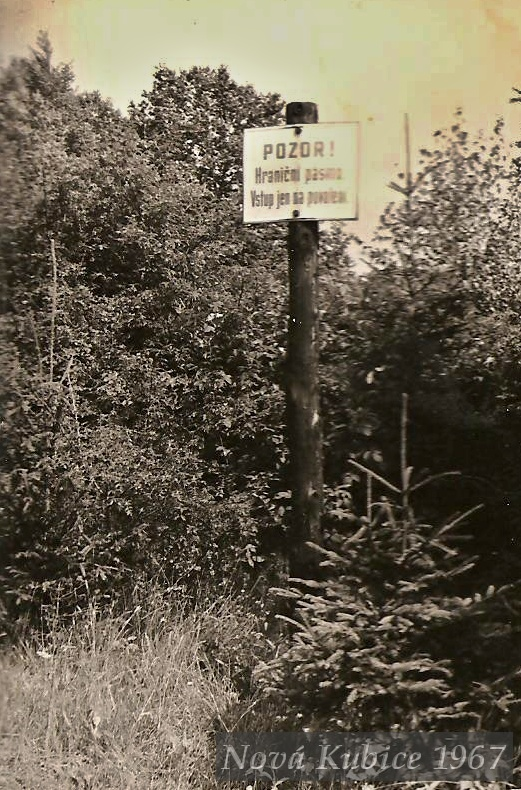
Hraniční pásmo v roce 1967